# Anszowia karaibska
Anszowia karaibska, anchowia karaibska (Anchovia clupeoides) – gatunek ryby śledziokształtnej z rodziny sardelowatych (Engraulidae).

## Występowanie
Antyle od Kuby po Trynidad, Wenezuelę i Gwatemalę oraz okolice Rio de Janeiro. Żyje w wodach przybrzeżnych na głębokości do 50 m oraz w estuariach i zaroślach namorzynowych czasem w prawie słodkiej wodzie.

## Cechy morfologiczne
Dorasta do 17, maksymalnie do 30 cm długości. Pysk krótki i spiczasty, otwór gębowy sięga do połowy oka. Krawędź szczęki sięga do przedpokrywy, druga pokrywa skrzelowa z kanciastym brzegiem. Dolne wyrostki filtracyjne wyrastają u starszych osobników. Płetwa grzbietowa niewielka, płetwa odbytowa z 25-32 promieniami zaczyna się na tej samej wysokości co płetwa grzbietowa. Wzdłuż boków biegnie srebrzysta pręga zanikająca z wiekiem.

## Odżywianie
Żywi się głównie zooplanktonem.

## Znaczenie
Często używana jako przynęta wędkarska. Bez większego znaczenia gospodarczego.